# フランシス・ドレーク
サー・フランシス・ドレーク（Sir Francis Drake、1543年頃 - 1596年1月28日）は、エリザベス朝のイングランドのゲール系ウェールズ人航海者、海賊（私掠船船長）、海軍提督。イングランド人として初めて世界一周を達成。
ドレークはその功績から、イングランド人には英雄とみなされる一方、海賊行為で苦しめられていたスペイン人からは、悪魔の化身であるドラゴンを指す「ドラコ」の呼び名で知られた（ラテン語名フランキスクス・ドラコ（Franciscus Draco）から）。

## 生涯

### 生い立ち
フランシス・ドレークは、1543年の2月か3月に南イングランド、デヴォンのタビストックで、プロテスタントの農民で、後に牧師となったエドマンド・ドレーク（Edmund Drake）とメアリ・ミルウェイ（Mary Mylwaye）の間に、12人息子の長男として生まれた。
10歳を過ぎたころには、近所に住む老船長のもとで航海に従事していた。老船長にその働きぶりが認められ船を譲り受けたが、ドレークはその船を売りさらなる旅に出た。

### 奴隷貿易の船長～海賊に
いとこであるジョン・ホーキンスの下で奴隷貿易に従事していたが、1568年、自ら船を調達して船長となった。その後も、ホーキンスの船団に参加していたが、ベラクルスのサン・フアン・デ・ウルアにてスペイン海軍の奇襲を受け、船団はほぼ壊滅状態となった。ドレークは命からがら逃げ延びてイギリスに帰還した。この経験は、ドレークに生涯にわたるスペインに対する復讐心を抱かせることになった。
1569年、メアリ・ニューマン（Mary Newman）と結婚した。メアリは、12年後に亡くなった。
1570年以降、西インド諸島のスペイン船や町を襲う海賊活動を開始。1573年には、パナマからノンブレ・デ・ディオスに金銀を運ぶラバ隊を襲撃して、大量の財宝を手に入れた。

### 世界一周の偉業
1577年12月13日、排水量約300tのガレオン船ゴールデン・ハインド号を旗艦とする5隻の艦隊で、プリマス港を出航。

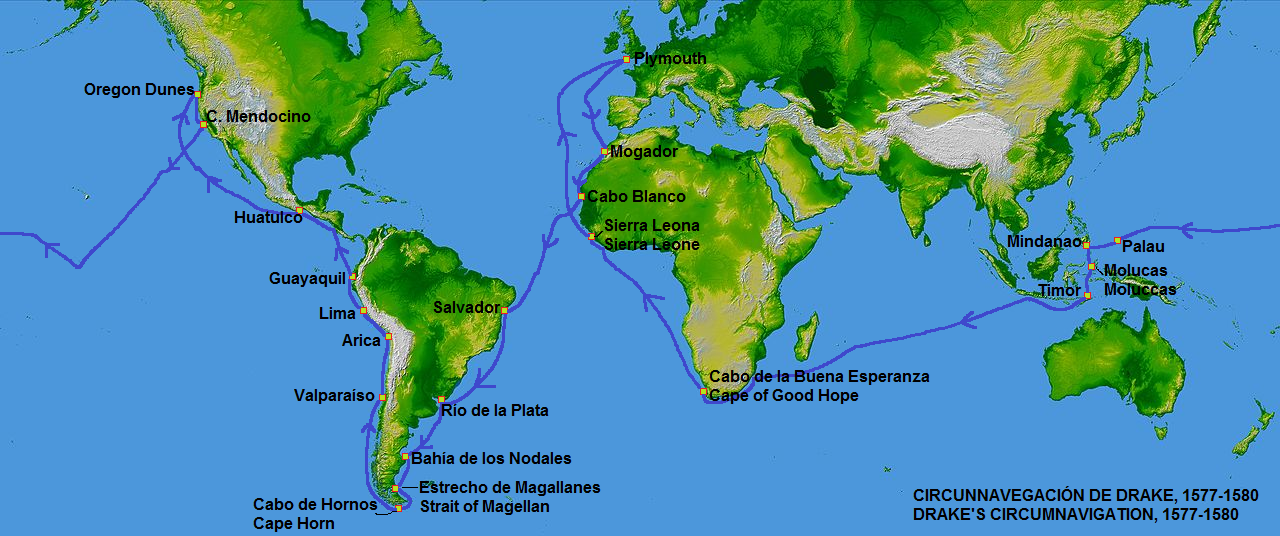
フランシス・ドレークの航路

大西洋からマゼラン海峡を経て太平洋に進出し、チリやペルー沿岸のスペイン植民地や船を襲って、多大な財宝を奪う。 その中には、スペイン王の財宝を満載したカカフエゴ号などが含まれる。カカフエゴ号には銀26t、金80ポンド、貨幣と装飾品13箱など合計20万ポンド相当が積載されていたとされる。
航海中の6月30日、サン・フリアンにて、自らを裁判として開いた軍事裁で、長遠征出航の功労者であり親交の深かったトーマス・ドウティを、反逆罪の容疑で処刑した。遺体は丁重に埋葬されたという。
その後、太平洋を横断してモルッカ諸島に、さらにインド洋から喜望峰を回って、イギリスへと帰国し、フェルディナンド・マゼランに続く史上二番目の世界一周を達成した。この途中、1578年にホーン岬とドレーク海峡を発見している。
1580年9月に、生き残ったゴールデン・ハインド号のみがプリマス港に帰港し、女王エリザベス1世を含む出資者達に4700%とも言われる配当金を支払った｡イングランド王室の取り分は30万ポンドを越え、これは当時、20万ポンド程度であった歳入よりも多く、この臨時収入により王室は溜まっていた債務を全て清算できたうえに、国策会社のレヴァント会社に増資することができ、これは後の東インド会社設立の基礎となった。
ドレークはこの功績により、イギリス海軍の中将に任命されると同時に、ナイトに叙勲される。

### 海軍提督として
1581年、プリマスの市長に選ばれる。しかし、スペインとの国交悪化から再び海に戻り、スペイン領への攻撃を率いる。
1585年、エリザベス・シデナム（Elizabeth Sydenham）と再婚した。同年から翌1586年にかけてはスペイン領アメリカへの大規模遠征を指揮し、サンティアゴ島・サントドミンゴ・カルタヘナ・デ・インディアス等の要地を一時掌握。セントオーガスティンを襲撃した後、1586年7月22日にポーツマスへ帰港した。
1587年、カディスでスペイン船を襲撃。港を3日間占領。
1588年のアルマダの海戦では、イギリス艦隊副司令官に任命されたが、実際に艦隊の指揮を執っていたのはドレークだった。火のついた船を敵艦隊に送り込む、という海賊らしい戦法により、スペイン艦隊を壊滅させる。

### 晩年
ドレークの船乗りとしての経歴は、50代になるまで続いた。
1595年のスペイン領アメリカと開戦し、壊滅的な被害を受けた後、プエルトリコのサンフアンの戦いに敗れた。サン・フェリペ・デル・モロ砦から、旗艦のキャビンに大砲を打ちこまれたが、ドレークは生き延びた。
1596年、コロンビアのリオアチャを襲撃し、金や真珠を強奪。スペイン王国のインディアス艦隊が避難所を探していたパナマのポルトベロの海岸から離れて停泊中に、赤痢により55歳で亡くなった。死ぬ間際には、病床で鎧を着ようとするなど錯乱状態であった（恰好よく死にたかったのだともいわれているが）。生涯子供を持たなかった。
鉛の棺に入れられて、ポルトベロ付近に水葬されたことから、ダイバーが現在も棺を探している。

## 紋章

ドレーク自身の紋章

ドレークは、生まれ故郷のデヴォン州に住む、他家の紋章を無断で使用していたが、エリザベス1世がこれに代わる紋章として右の紋章を新規に与えた経緯がある。
そのデザインは、波状のフェスを挟んで、上下に2つの銀色に輝く星を描いたものであり、ドレークの北極と南極との間を通った世界一周航路を示している。
また、リースの上には地球と船があしらわれており、金色の手綱が雲間から伸びて、ドレークの乗る船にもたらされている。さらに紋章記述には、船の中には赤いドラゴンがいるとされており、これはフランキクス・ドラコことドレーク自身を指すものである。

## フランシス・ドレークが登場する作品

### 映像作品
- The Adventures of Sir Francis Drake（1961）
- 海賊魂（原題 Seven Seas to Calais）（1962）
- エリザベス:ゴールデン・エイジ（2007）
- ウェイ・ダウン（2021）

### ゲーム
- 大航海時代シリーズ - 提督の一人として登場。
- アンチャーテッドシリーズ - 主人公 (ネイサン・ドレイク) は「フランシス・ドレイクの子孫」だと名乗っている。
- Fate/EXTRA
- Fate/Grand Order

### 漫画
- 7つの黄金郷（山本鈴美香 著、1975年 - 1977年）
- 七つの海七つの空（青池保子 著、1977年）
- サラディナーサ（河惣益巳 著、1987年 - 1990年）[5]

### 小説
- 海の勇者たち（N.モンサラット 著）
- 境界線上のホライゾン（川上稔著）
- FLESH&BLOOD（松岡なつき著）

### 註釈
1. ↑  紋章授与のきっかけは、ドレークに勝手に紋章を使われたデヴォン州の旧家の人物が女王に不平を訴えたことであるという。女王はこの嘆願に対して「サー・フランシスにはもっと優れた紋章を与えるつもりだ」と切り返した逸話が残る。